# Khorol
Khorol (em ucraniano:  Хорол) é uma cidade da Ucrânia, situada no Oblast de Poltava. Tem 11 km² de área e sua população em 2020 foi estimada em 12.839 habitantes.